# 膨化食品
膨化食品（ぼうかしょくひん）とは、原料を膨張させる事で作る食品。
製法は主に４種類ある：
1. デンプンに水を加えて加熱して糊化させた後、急激に加熱する事で、水蒸気と空気を膨張させると同時に、デンプンを伸展しながら固まらせる方法[2]
2. 発酵により発生した二酸化炭素で膨張させる方法[2]。
3. 重曹などの化学的膨張剤を水に加えた事によって発生した二酸化炭素で膨張させる方法[3]　速成パンはこの方法を採る。
4. 圧力釜などで高圧にした後、急激に減圧する事で原料の中の水分を蒸発・膨張させる方法[3]

以上の方法で作成する膨化製品の例は以下の通りである（番号は上のものと対応）
1. あられ、おかき、スポンジケーキ[2]
2. かりんとう、クラッカー、パン(パンの種類によっては例外あり）、酒饅頭[2]
3. ホットケーキなどの速成パン、どらやき、蒸しパン、小麦饅頭[3]
4. ポン菓子[3]